# Watban Ibrahim al-Tikriti
Watban Ibrahim al-Tikriti (Tikrit, 1952 – 13 augustus 2015) was een Iraaks politicus. Al-Tikriti was een halfbroer van Saddam Hoessein en behalve minister van Binnenlandse Zaken ook presidentieel adviseur. Hij was een broer van voormalig VN-ambassadeur Barzan Ibrahim al-Tikriti.
Al-Tikriti was lid van de Iraakse Ba'ath-partij. Tijdens zijn ambtsperiode als minister van Binnenlandse Zaken zou hij verantwoordelijk zijn geweest voor deportaties, martelingen en executies van honderden gevangenen. Na de inval in Irak in 2003 behoorde hij tot de door de Verenigde Staten opgestelde lijst van 50 meest gezochte Irakezen. Al-Tikriti werd op 13 april 2003 ten noordwesten van Mosoel opgepakt door de Koerden.
Op 11 maart 2009 werd hij veroordeeld tot de dood door ophanging voor zijn rol in de executie van veertig kooplieden, die werden beschuldigd van het manipuleren van voedselprijzen. Hij stierf in 2015 in de gevangenis een natuurlijke dood.